# Bernhard Steffen (Topograf)
Bernhard Steffen (* 1. Februar 1844 in Preußen; † 15. Dezember 1891 in Konstantinopel) war ein deutscher Topograf. 
Er war Preußischer Oberst(leutnant) im Generalstab, Direktions-Mitglied der Kriegsakademie Berlin und württembergischer General. 1884 war er Hauptmann und Batterie-Chef im Hessischen Feld-Artillerieregiment No. 11. Bernhard Steffen war auch Mitglied im Verein für hessische Geschichte und Landeskunde.  Im Mai 1885 heiratete er in Kassel Ottilie Schricker. Später wurde Bernhard Steffen zum Major im hessischen Heer ernannt. Er wurde Flügeladjutant von Sultan Abdülhamid II. und hatte den ottomanischen Dienstgrad Brigade-General und den Titel Pascha inne.
Bernhard Steffen besuchte im Winter 1881/2 Griechenland und zeichnete detaillierte Karten von der Ausgrabungsstätte Mykene, der Umgebung von Mykene und der Argolis. Heinrich Schliemann hatte 1883 ersten Kontakt mit Bernhard Steffen und bestellte 1884 das Kartenwerk. Im Dezember 1889 lud Schliemann ihn nach Troja ein; er sollte bezeugen, dass es sich bei der Ausgrabungsstätte um eine Stadt handelt. Am 15. Dezember 1891 starb Steffen infolge einer Typhus-Erkrankung in Konstantinopel.
Im Archiv des Deutschen Archäologischen Instituts in Berlin befindet sich ein Teil des Nachlasses von Bernhard Steffen. Der Hauptteil wurde jedoch 1945 beim Brand des Reichsarchivs in Potsdam zerstört.

## Werke
- Karten von Mykenai, Berlin 1884 (Digitalisat)